# Loïc Puyo
Loïc Puyo (Orléans, 19 dicembre 1988) è un ex calciatore francese, di ruolo centrocampista.

## Palmarès

### Club

#### Competizioni nazionali
- Championnat National: 1

Orléans: 2013-2014
- Ligue 2: 1

Nancy: 2015-2016